# Estação Evangelismos
Evangelismos (em grego:  Ευαγγελισμός, Evangelismós) é uma das estações da Linha 3 do metro de Atenas. Foi inaugurada em 28 de janeiro de 2000.